# Achille Togliani
Achille Togliani (Pomponesco, 16 gennaio 1924 – Roma, 12 agosto 1995) è stato un cantante e attore italiano.

## Biografia

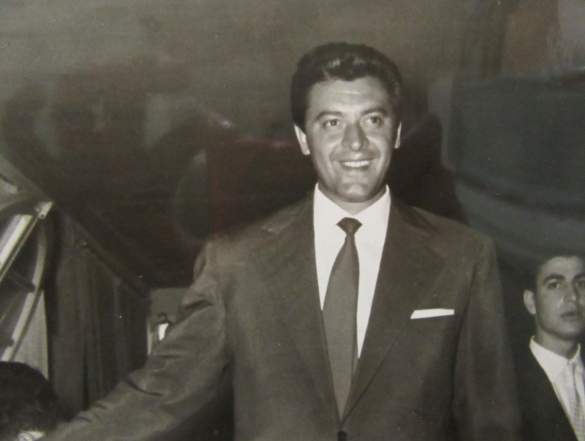
Achille Togliani al Teatro Nuovo di Salsomaggiore negli anni sessanta

Figlio dell'ingegnere aeronautico Adelmo Togliani, si trasferì da bambino con la famiglia a Milano dove, frequentando un istituto di ragioneria, fu compagno di scuola di Walter Chiari. Dopo aver tentato la strada del cinema, prese parte ad alcune riviste, fra cui Moulin Rouge e Febbre azzurra di Macario (1947): qui fu notato dal maestro Cinico Angelini che lo volle nel suo organico di "cantanti della radio" cioè l'orchestra della canzone, dove entrò nel 1950.
La voce calda e armoniosa unita a una figura da divo del cinema (tra le sue fiamme giovanili ci fu Sophia Loren che allora usava lo pseudonimo "Sofia Lazzaro", con la quale apparve in numerosi fotoromanzi dell'epoca nonché Adele Faccio) ne fecero in breve uno fra i più apprezzati interpreti della canzone italiana, con un repertorio sostanzialmente melodico che comprendeva rivisitazioni di successi degli anni trenta e quaranta (celebri i rifacimenti di Parlami d'amore Mariù e Bambina innamorata) e brani romantici dai versi struggenti come Signorinella, La canzone dell'amore, Come pioveva, La signora di trent'anni fa, Addio Signora!, Lasciami cantare una canzone, Non si compra la fortuna, Per l'ultima volta, A luci spente e Conoscerti.
Grazie anche al suo bell'aspetto negli anni cinquanta sviluppò parallelamente a quella musicale anche una discreta carriera cinematografica, partecipando da protagonista a circa una ventina di pellicole perlopiù del filone strappalacrime, all'epoca molto in voga tra il pubblico italiano, in cui molto spesso si esibiva anche in performance canore.
Nella stagione 1986-1987 è ospite fisso insieme a Carla Boni, Giorgio Consolini e Joe Sentieri nel programma di Rete 4 Un fantastico tragico venerdì per 13 puntate.
Dopo aver partecipato a diverse trasmissioni negli anni sessanta (Gran varietà), settanta, ottanta (Cari amici vicini e lontani) e novanta (Il caso Sanremo), tenne il suo ultimo concerto il 27 luglio 1995 a Treviso in piazza dei Signori, per poi morire a Roma il 12 agosto dello stesso anno. È sepolto a Roma, al cimitero del Verano.

## Il Festival di Sanremo
Nel 1951 inaugurò (con Nilla Pizzi e il Duo Fasano) il Festival di Sanremo, cui partecipò in numerose altre edizioni (1952, 1953, 1954, 1959, 1960 e 1961), mentre nel 1954 con Suonno d'ammore vinse il Festival di Napoli (dove, con 6 presenze, s'aggiudicò il record tra i cantanti non napoletani). Nel 1961 partecipa al Giugno della Canzone Napoletana.

## La radio

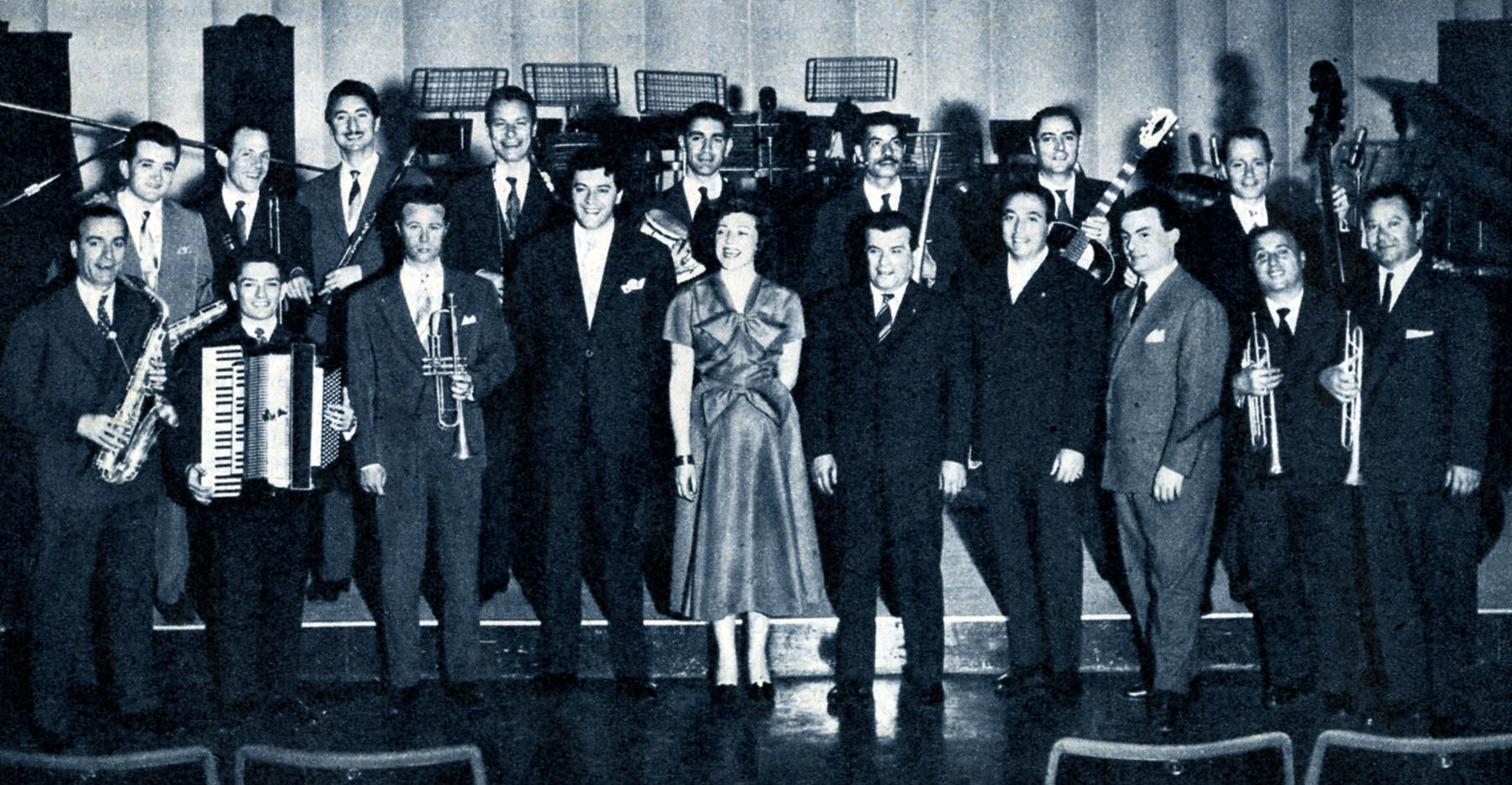
Angelini con la sua orchestra e i cantanti Achille Togliani, Carla Boni e Gino Latilla negli studi di Radio Rai 1955

Voce di punta dell'orchestra Angelini a partire dal 1945, negli anni cinquanta e sessanta propose le sue canzoni in molti dei più popolari programmi leggeri della radio: Nati per la musica (1953), Talegalli show di Ciorciolini e Talegalli (1958-59), Maestro per favore condotto da Filogamo (1961), Il traguardo degli assi (1959), Disco magico di Verde presentato da Corrado (1961), Nate ieri di Luigi Silva (1962), Gran varietà (1966).
Nonostante il suo nome fosse legato a un genere musicale destinato a inesorabile declino, Togliani seppe conservare a lungo la sua popolarità presso una larga parte del pubblico, legata al ricordo dei suoi successi ma anche alla cura sempre notevole delle sue esecuzioni. A partire dagli anni settanta tornò ai microfoni soprattutto per partecipare o condurre trasmissioni di revival, come Piccola storia della canzone italiana di Gigli (1973), Toh chi si risente di Loffredo (1978) e Una signora di trent'anni fa, programma di vecchie canzoni che presentò nel 1979.
È il padre dell'attore Adelmo Togliani.

## Discografia

### Album
- 1956 – Achille Togliani (Cetra, LPA 43)
- 1956 – Achille Togliani in "Celebri canzoni" (Cetra, LPA 48)
- 1956 – Achille Togliani in "Canzoni napoletane" (Cetra, LPA 49)
- 1964 – La signora di trent'anni fa (Fonit, LPQ 09008)
- 1967 – Achille Togliani (Zeus, BE 0013)
- 1973 – La canzone dell'amore - Volume 1 (1923 - 1934) (Cinevox Record)
- 1973 – La canzone dell'amore - Volume 2 (1937 - 1945) (Cinevox Record)
- 1974 – La canzone dell'amore - Volume 3 (fino al 1957) (Cinevox Record)
- 1975 – Canzoni d'altri tempi (Durium serie Cicala, BL 7075)
- 1978 – La canzone dell'amore - Volume 4 (Cinevox Record)
- 1983 – La canzone dell'amore - Volume 5 (Cinevox Record)

### Singoli
- 1950 – Tu cosa farai di me/Vorrei piangere (Cetra, DC 5191; lato A cantato insieme al Duo Fasano; lato B canta Nilla Pizzi)
- 1950 – Quando te ne andrai/Ciliegi rosa (Cetra, DC 5201; lato B canta Nilla Pizzi)
- 1951 – Serenata a nessuno/La luna si veste d'argento (Cetra, DC 5263; lato B con Nilla Pizzi)
- 1951 – Sedici anni/Sotto il mandorlo (Cetra, DC 5264; lato B cantato dal Duo Fasano)
- 1951 – Eco fra gli abeti/Al mercato di Pizzighettone (Cetra, DC 5265; lato A con Nilla Pizzi; lato B con Duo Fasano)
- 1951 – Famme durmì/La cicogna distratta (Cetra, DC 5266; lato A con Duo Fasano; lato B cantato dal Duo Fasano)
- 1951 – Sei fatta per me/Mia cara Napoli (Cetra, DC 5297; lato A con Duo Fasano; lato B cantato da Nilla Pizzi)
- 1951 – Mani che si cercano/Tutto è finito (Cetra, DC 5299; lato B cantato da Nilla Pizzi)
- 1951 – È l'alba/Mai più (Cetra, DC 5300; lato A cantato da Nilla Pizzi)
- 1951 – Sospiratella/Abito da sera (Cetra, DC 5399)
- 1952 – Voga guagliò/'E cummarelle (Cetra, DC 5566; lato B canta Gino Latilla)
- 1952 – Nun è curaggio/Cara Lucia (Cetra, DC 5567; lato B canta Oscar Carboni)
- 1953 – Sussurrando buonanotte/Lasciami cantare una canzone (Cetra, DC 5662; lato A canta Nilla Pizzi)
- 1953 – Buona sera/No, Pierrot (Cetra, DC 5663; lato A canta Carla Boni)
- 1953 – Zingaro triste/Sott'e stelle (Cetra, DC 5718; lato B canta Carla Boni)
- 1953 – La samba del si/Questa notte... (Cetra, DC 5798; lato A cantato insieme a Gino Latilla; lato B canta Carla Boni)
- 1953 – Dama di Watteau/Buona fortuna a te (Cetra, DC 5838; lato B canta Carla Boni)
- 1953 – Un angelo volò/Si, t'aspetterò (Cetra, DC 5841; lato B canta Carla Boni)
- 1954 – Gioia di vivere/Mogliettina (Cetra, DC 5968)
- 1954 – L'ammore vò girà/Suonno d'ammore (Cetra, DC 6009; lato A canta Carla Boni)
- 1954 – 'O core vò fa sciopero/'Na chitarra sta chiagnenno (Cetra, DC 6010; lato A canta Carla Boni)
- 1954 – Pulecenella/Penzammoce (Cetra, DC 6011; lato A canta Carla Boni)
- 1954 – Canta cu' mme/Semplicità (Cetra, DC 6012; lato A canta Carla Boni)
- 1954 – 'Na buscia/Aieressera (Cetra, DC 6016; lato A canta Carla Boni)
- 1955 – Apparizion/T'aspetterò (Cetra, AC 3030; lato B canta Gino Latilla)
- 1955 – Geluso 'e te/'E rrose chiagneno (Cetra, AC 3033; lato B canta Carla Boni)
- 1955 – Luna janca/Me songo 'nnammurato (Cetra, AC 3036)
- 1955 – Comme te l'aggià ddì?/Ddoje stelle sò cadute (Cetra, AC 3038)
- 1955 – Abbracciato cu' tte/Tu sì tutto pe' mme (Cetra, DC 6747)
- 1956 – Suspiranno 'na canzone/Guaglione (Cetra, AC 3124; lato B canta Carla Boni)
- 1957 – Scusami/Un filo di speranza (Cetra, DC 6762)
- 1957 – Estasi/Sono un sognatore (Cetra, DC 6763)
- 1957 – Serenata a un angelo/Bambina innamorata (Cetra, DC 6764)
- 1957 – Silenzioso slow/Madonna malinconia (Cetra, DC 6765)
- 1957 – Au revoir a demain/Quanno te dice vasame (Cetra, DC 6766)
- 1957 – Ultime foglie/Vetturino romano (Cetra, DC 6767)
- 1957 – Rome by night/Vogliamoci tanto bene (Cetra, DC 6768)
- 1957 – Un angelo è sceso a Brooklyn/Dicembre (Cetra, DC 6769)
- 1957 – Felicità/Suonno 'e fantasia (Cetra, DC 6777)
- 1957 – Accarezzame/Statte vicino a mme (Cetra, SP 3)
- 1958 – Quando el coeur el s'innamora/On milanes in Merica (Fonit 16065)
- 1958 – Parole diverse/Soldino (Fonit 16066)
- 1958 – Isola del sole/Stornello del mare (Fonit 16067)
- 1958 – Fascination/Concerto d'autunno (Cetra, SP 109)
- 1958 – Viviana/Come prima (Cetra, SP 110)
- 1958 – Vocca rossa/Sotto er cielo de Roma (Cetra, SP 111)
- 1958 – Non si compra al fortuna/ L'ultima volta che vidi Parigi (Cetra, SP 805; lato B cantano Boni & Latilla)
- 1958 – Arrivederci Roma/Sciummo (Cetra, SP 831)
- 1958 – Bambina innamorata/Madonna malinconia (Cetra, SP 859)
- 1958 – Cara piccina/La signora di trent'anni fa (Cetra, SP 906)
- 1958 – Rome by night/Tornerà (Cetra, SP 1008; lato B canta Tonina Torrielli)
- 1958 – Welcome to Italy/Arrotino (Fonit, SP 30460)
- 1959 – Conoscerti/Tu sei qui (Fonit 16108)
- 1959 – Tu sei qui/Conoscerti (Fonit, SP 30486)
- 1959 – Sempre con te/Ma baciami (Fonit, SP 30487)
- 1959 – Fili d'oro/Parlami d'amore Mariù (Fonit, SP 30505)
- 1959 – Tango delle capinere/Campane (Fonit, SP 30506)
- 1959 – Violino tzigano/Amor di pastorello (Fonit, SP 30507)
- 1959 – Chi siete/Cara piccina (Fonit, SP 30511)
- 1959 – Maruska/Signorinella (Fonit, SP 30512)
- 1959 – Concertino/Piccolo bimbo (Fonit, SP 30597)
- 1959 – Reve d'amour/Uscita da un quadro (di Modigliani) (Fonit, SP 30598)
- 1959 – Scurdammoce 'e cose d''o munno/Signorinella (Fonit, SP 30611)
- 1959 – I Sing "Ammore"/Ti cercherò (Fonit, SP 30629)
- 1959 – Ho bisogno d'amore/Il perdono (Fonit, SP 30630)
- 1959 – Dorme Venezia/Dimmi le dolci parole (Fonit, SP 30631)
- 1959 – Napule ca se sceta/Rosemarie (Fonit, SP 30651)
- 1959 – Zucchero filato/Napule ca se sceta (Fonit, SP 30652)
- 1959 – Benvenuta/Il cielo ha perso il suo colore (Fonit, SP 30690)
- 1959 – Tre volte amore/Pioggia di stelle (Fonit, SP 30691)
- 1960 – Amore senza sole/Gridare di gioia (Fonit, SP 30742)
- 1960 – Romantica/Perderti (Fonit, SP 30743)
- 1960 – Amore, abisso dolce/Perdoniamoci (Fonit, SP 30751)
- 1960 – Sempe tu/Nuvole (Fonit, SP 30813)
- 1960 – Stasera si/'E stelle cadente (Fonit, SP 30814)
- 1960 – Serenata a Margellina/Sempe tu (Fonit, SP 30824)
- 1960 – Notte di mezzo agosto/Rapallo (Fonit, SP 30931)
- 1960 – Bambina innamorata/La signora di tren'anni fa (Durium, LdA 6969)
- 1960 – Fermati/Nei tuoi pensieri (Durium, LdA 6970)
- 1961 – Qualcuno mi ama/Pozzanghere (Durium, LdA 6972)
- 1961 – Un uomo vivo/Io amo tu ami (Durium, LdA 6973)
- 1961 – Mentre sogno di te/L'immensità (Durium, LdA 7030)
- 1961 – Breve incontro/Concerto d'estate (Durium, LdA 7031)
- 1961 – E aspetto a tte/Pecchè te sto vicino (Durium, LdA 7053)
- 1961 – Buon natale all'italiana/È natale (Durium, LdA 7107)
- 1961 – La mia donna/Naufrago d'amore (Durium, LdA 7108)
- 1962 – Se guardo nei tuoi occhi/La stessa notte (Durium, LdA 7214)
- 1962 – Sciummo/Munastiero 'e Santa Chiara (Durium, LdA 7228)
- 1962 – Piccola butterfly/Primo amore (La Voce del Padrone, 7MQ 1728)
- 1963 – Gentleman/Vorrei essere te (Durium, LdA 7294)
- 1963 – Come una sigaretta/Come le rose (Durium, LdA 7295)
- 1963 – Mimì/Rosalpina (Durium, LdA 7296)
- 1963 – Canta Pierrot/Ninnolo (Durium, LdA 7319)
- 1965 – T'aspetto a maggio/E mò addò staie (Zeus, BE 143)
- 1965 – Addio signora/Signorinella (Zeus, BE 149)
- 1965 – Fox della luna/Fontana di Trevi (Zeus, BE 150)
- 1965 – Lasciami cantare una canzone/Ora o mai più (Zeus, BE 151)
- 1965 – Un saludo y una lagrima/Non c'è più (Zeus, BE 152)
- 1965 – Una lacrima sul viso/Non c'è più (Zeus, BE 153)
- 1965 – Che cos'è la libertà/Bella (Zeus, BE 154)
- 1965 – Una mano di sole/Ischia incantata (Zeus, BE 155)
- 1966 – La tromba bianca/Tutta l'estate (Zeus, BE 186)
- 1966 – A luci spente/La tromba bianca (Zeus, BE 187)
- 1967 – Scelgo te/Posso offrirti qualcosa (Saint Martin Record, CAT 1025)
- 1974 – Quando riascolterai questa canzone/Lasciati cantare una canzone (Cinevox, SC 1080)

### EP
- 1956 – Achille Togliani (Accarezzame/Statte vicino a mme/La luna/Non si compra la fortuna) (Cetra, EP 0569)
- 1957 – Achille Togliani (Domani/Vetturino romano/Straniero tra gli angeli/........) (Cetra, EP 0607)
- 1958 – I'll remember... Roma (Roma by night/Romanina de Paris/Arrivederci Roma/Sott'er cielo de Roma) (Cetra, EP 0624)
- 1958 – Achille Togliani ...Personality... (Signorinella/Lasciami cantare una canzone/Addio signora/Sciummo) (Cetra, EPE 3044)
- 1958 – Achille Togliani (Melodia d'amore/Calypso romance/Dors, mon amour.../Non so dir (ti voglio bene)) (Fonit, EP 4280)
- 1959 – Achille Togliani Sanremo 1959 (Conoscerti/Tu sei qui/Ma baciami/Sempre con te) (Fonit, EP 4329)
- 1959 – Sfogliando le pagine del passato con Achille Togliani (Fonit, EP 4336)
- 1959 – Sfogliando le pagine del passato con Achille Togliani (Fonit, EP 4343)
- 1961 – Sanremo 1961 (Qualcuno mi ama/Un uomo vivo/Pozzanghere/Io amo tu ami) (Durium, ep A 3259)
- 1963 – Canzoni d'altri tempi n° 15 (Mimì/Rosalpina/Tango delle rose/Come una sigaretta) (Durium, ep A 3315)

## Filmografia

### Cinema
- Via delle Cinque Lune, regia di Luigi Chiarini (1942)
- La bella addormentata, regia di Luigi Chiarini (1942)
- Amori e veleni, regia di Giorgio Simonelli (1950)
- L'eroe sono io, regia di Carlo Ludovico Bragaglia (1952)
- Solo per te Lucia, regia di Franco Rossi (1952)
- Fermi tutti... arrivo io!, regia di Sergio Grieco (1953)
- La mia vita è tua, regia di Giuseppe Masini (1954)
- La Luciana, regia di Domenico Gambino (1954)
- Lacrime d'amore , regia di Pino Mercanti (1954)
- Sua Altezza ha detto: no!, regia di Maria Basaglia (1954)
- Il paese dei campanelli, regia di Jean Boyer (1954)
- Napoli è sempre Napoli, regia di Armando Fizzarotti (1954)
- Bertoldo, Bertoldino e Cacasenno, regia di Mario Amendola (1954)
- Carovana di canzoni, regia di Sergio Corbucci (1954)
- Luna nova, regia di Luigi Capuano (1955)
- Suonno d'ammore, regia di Sergio Corbucci (1955)
- Lacrime di sposa, regia di Sante Chimirri (1955)
- Donne, amore e matrimoni, regia di Roberto Bianchi Montero (1956)
- Cantando sotto le stelle, regia di Marino Girolami (1956)
- San Remo canta, regia di Domenico Paolella (1956)
- Arriva la zia d'America, regia di Roberto Bianchi Montero (1956)
- I calunniatori, regia di Franco Cirino (1956)
- Domenica è sempre domenica, regia di Camillo Mastrocinque (1958)
- Destinazione Sanremo, regia di Domenico Paolella (1959)

## Programmi Rai
- L'usignolo d'argento, voci di oggi a cura di Michele Galdieri, con Sergio Bruni, Eva Nova, Achille Togliani., orchestra Armando Fragna 1955